# Ridolfia segetum
Espèce
Ridolfia segetum est une espèce de plantes à fleurs dicotylédones de la famille des Apiaceae.